# Greg Chalmers
Greg J. Chalmers (Sydney, 11 oktober 1973) is een Australisch golfprofessional. Hij heeft op de Europese PGA Tour gespeeld en speelt nu op de Amerikaanse PGA Tour.
Hij won in 1993 het Australisch Amateur Kampioenschap en in 1994 het Frans amateurkampioenschap.

## Professional
Chalmers werd in 1995 professional. Zijn carrière begon goed. In de eerste jaren behaalde hij enkele overwinningen inclusief het Australisch Open. Toen is hij in Europa gaan spelen, waar hij de Challenge Tour Championship in 1997 won. Hij eindigde in 1998 als nummer 25 op de Order of Merit en haalde zijn spelerskaart op de Amerikaanse Tourschool.
Op de Amerikaanse PGA Tour werd hij in 2000 2de bij het Kemper Insurance Open. In 2003 verloor hij zijn kaart, in 2005 speelde hij op de Nationwide Tour waar hij het Albertsons Boise Open won. In 2006 was hij weer op de PGA Tour en in 2007 en 2008 weer op de Nationwide Tour. Sinds 2009 heeft hij een vaste plaats op de PGA Tour. In 2011 won hij voor de tweede keer het Australisch Open, en daarna won hij nog het Australisch PGA Kampioenschap. In 2012 staat hij in de top-64 van de wereldranglijst en mag hij de WGC - Matchplay spelen.  

### Gewonnen
Australië
- 1997: Australasian Players Championship
- 1998: Australian Open
- 2011: Emirates Australian Open, Australian PGA Championship

Nationwide Tour
- 2005: Albertsons Boise Open (-15) na play-off tegen Danny Ellis
- 2008: Henrico County Open (-14) na play-off tegen Henrik Bjørnstad

Challenge Tour
- 1997: Challenge Tour Championship

Anders
- 1995: Western Australia PGA Championship, Nedland Masters